# Ty j mene pidmanoula

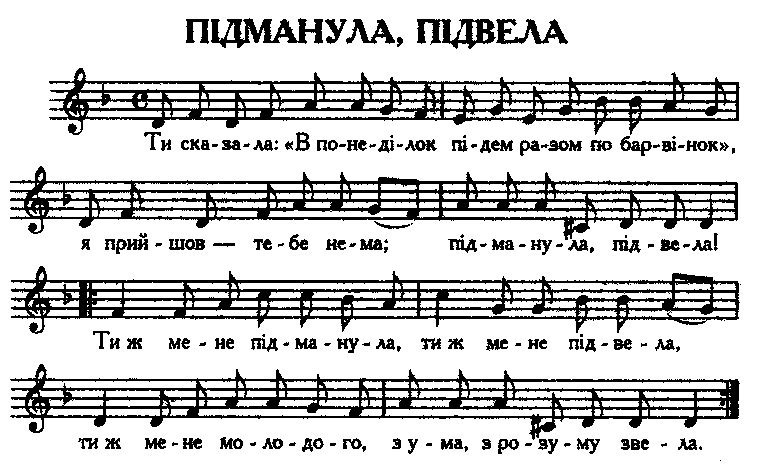
Ty j mene pidmanoula : partition et paroles

Ty j mene pidmanoula (en ukrainien : Ти ж мене підманула), aussi désignée par Pidmanoula-pidvela, est une chanson folklorique ukrainienne humoristique. Le titre se traduit littéralement par « Tu m'as trompé » ou « Tu m'as laissé tomber ».
Il existe de nombreuses variantes de la chanson, mais toutes ont à peu près le même format. Traditionnellement, il est question d'un homme qui se plaint à sa petite amie, car elle lui promet de le rencontrer quelque part chaque jour de la semaine. Chaque jour, l'homme se présente et son amie ne vient pas.
La mélodie est dérivée de la chanson cosaque Ïkhav kozak za Dounaï (Un cosaque chevauchait sur le Danube, en ukrainien : Їхав козак за Дунай) qui date du XVIIIe siècle et a été fréquemment réutilisée au XIXe siècle, notamment par Christoph August Tiedge (Der Kosak und sein Mädchen (Belle Minka, je dois te quitter), 1808), Carl Maria von Weber (Air russe varié pour le Pianoforte, op. 40, 1815), Alexandre Aliabiev (Variations pour violon et orchestre, 1818) et Ludwig van Beethoven (23 Liedern verschiedener Völker, (1816) et Variationen über Schöne Minka opus 107.7, 1817).
La chanson est très populaire en Ukraine, reprise y compris par des groupes pop rock, et a fait l'objet d'une adaptation en allemand, ainsi qu'en polonais.

## Paroles
| Version ukrainienne Ти казала в понеділок Підем разом по барвінок, Я прийшов, тебе нема, Підманула-підвела. refrain Ти ж мене підманула, Ти ж мене підвела, Ти ж мене молодого З ума-розуму звела. Ти казала у вівторок Поцілуєш разів сорок, Я прийшов, тебе нема, Підманула-підвела. refrain Ти казала у середу Підем разом по череду, Я прийшов, тебе нема, Підманула-підвела. refrain Ти казала у четвер Підем разом на концерт, Я прийшов, тебе нема, Підманула-підвела. refrain Ти казала у п'ятницю Підем разом по суниці, Я прийшов, тебе нема, Підманула-підвела. refrain Ти казала у суботу Підем разом на роботу, Я прийшов, тебе нема, Підманула-підвела. refrain Ти казала у неділю Підем разом на весілля Я прийшов, тебе нема, Підманула-підвела. refrain | Traduction française Tu as dit que lundi Nous irions ensemble cueillir des pervenches, Je suis venu mais pas toi, Tu m'as trompé, tu m'as laissé tomber. refrain Tu m'as trompé, Tu m'as laissé tomber, Tu m'as, à moi un jeune homme, Fait perdre la tête. Tu as dit que mardi Tu m'embrasserais quarante fois, Je suis venu mais pas toi, Tu m'as trompé, tu m'as laissé tomber. refrain Tu as dit que mercredi Nous irions ensemble derrière le troupeau, Je suis venu mais pas toi, Tu m'as trompé, tu m'as laissé tomber. refrain Tu as dit que jeudi Nous irions ensemble au concert, Je suis venu mais pas toi, Tu m'as trompé, tu m'as laissé tomber. refrain Tu as dit que vendredi Nous irions ensemble cueillir des fraises Je suis venu mais pas toi, Tu m'as trompé, tu m'as laissé tomber. refrain Tu as dit que samedi Nous irions ensemble travailler, Je suis venu mais pas toi, Tu m'as trompé, tu m'as laissé tomber. refrain Tu as dit que dimanche Nous irions ensemble à la noce, Je suis venu mais pas toi, Tu m'as trompé, tu m'as laissé tomber. refrain |

La chanson peut aussi être interprétée en duo, par un homme et une femme. Dans ce cas, les paroles du refrain de la voix féminine sont modifiées :
| Я ж тебе підманула, я ж тебе підвела, Я ж тебе, молодого, з ума розума звела. | Je t'ai trompé, Je t'ai laissé tomber, Je t'ai, à toi un jeune homme, Fait perdre la tête. |

## Quelques interprètes
- Sergueï Lemechev
- Karel Gott
- Yaroslav Evdokimov
- Alexandre Tsekalo
- Pesniary
- Feeling B
- Vopli Vidopliassova
- Scriabine
- VIA Gra
- Chœur des Cosaques du Kouban
- Chœurs de l'Armée rouge